# Manipur
Le Manipur (meitei : ꯃꯅꯤꯄꯨꯔ) est un État du Nord-Est de l'Inde. Il est voisin des États de Nagaland au nord, Mizoram au sud et Assam à l'ouest ; à l'est, il est bordé par la Birmanie. Sa capitale est Imphal.
Les Meiteis, qui vivent essentiellement dans les vallées de l'État, constituent le principal groupe ethnique du Manipur. Leur langue, le meitei, est la lingua franca de l'État et est l'une des langues nationales de l'Inde depuis 1992. Les Kukis (ou ± Khyang ou Chin) et les Nagas vivent dans les collines.

## Nom
Le Manipur était également appelé Kangleipak, ce qui signifie « terre sèche ».

## Histoire

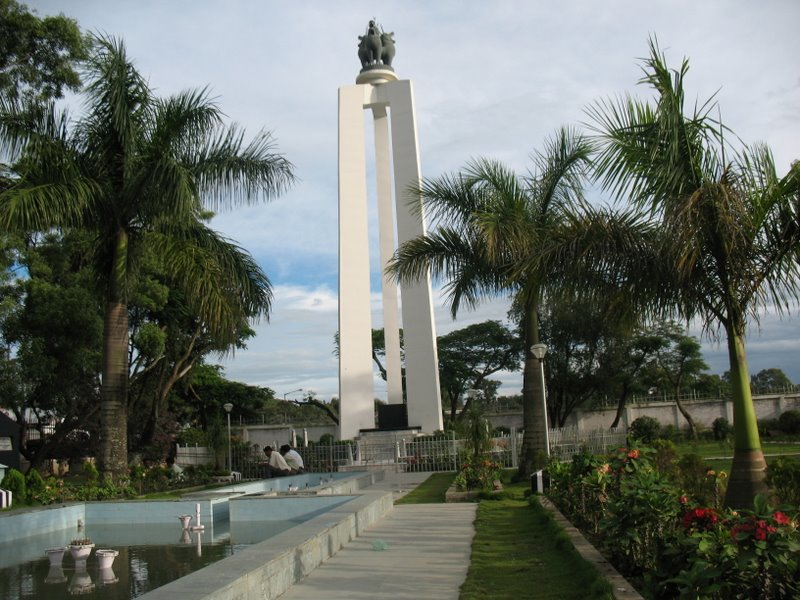
Le Kangla Sha (Dragon), emblème de l'État.

Le royaume du Manipur devient un État princier sous contrôle britannique en 1891. Auparavant indépendant, le royaume du Manipur est le dernier à être incorporé à l'Inde britannique.
Deux manifestations importantes, les Nupi Lan, ont eu lieu au début du XXe siècle contre les autorités coloniales britanniques.
Pendant la Seconde Guerre mondiale, le Manipur est le siège de nombreuses batailles entre les forces alliées et les forces japonaises. Celles-ci sont repoussées avant de pouvoir entrer dans Imphāl, un des tournants de la guerre.
En 1947, la loi constitutionnelle du Manipur établit un gouvernement démocratique, avec le maharaja comme chef du pouvoir exécutif et un parlement élu. En 1949, le Maharaja Bodhchandra est convoqué à Shillong, capitale de la province indienne d'Assam. Il y signe un traité d'accession, intégrant le royaume dans l'Union indienne. L'assemblée législative est dissoute lors de cette intégration, en octobre 1949. Le Manipur devient un territoire en 1956 et un État à part entière en 1972.
Le Manipur a connu pendant des décennies des tensions impliquant des groupes à caractère ethnique et aux revendications séparatistes. Au moins 50 000 personnes ont été tuées dans les différents conflits qui ont suivi le premier mouvement d’insurrection au début des années 1950. En mai 2023, l'État connaît une nouvelle flambée d'affrontements interethniques. Le chef du gouvernement du Manipur, Biren Singh, membre du BJP et de l’ethnie meitei, a contribué à attiser la violence par des déclarations incendiaires stigmatisant les Kuki.

## Géographie

Répartition de la forêt du Manipur par district.

L'État recouvre 22 347 kilomètres carrés. Il est bordé au nord par le Nagaland, à l'ouest par l'Assam, au sud-ouest par le Mizoram, au sud par l'État Chin (Birmanie) et à l'est par la Région de Sagaing (Birmanie).
Il est traversé par les fleuves Barak, Manipur et Yu. et reçoit une pluviométrie importante. Le lac Loktak se trouve au centre de l'État.
Le Manipur se présente comme une plaine située à 800 mètres au-dessus du niveau de la mer, entourée de collines.
Les trois quarts de l'État sont couverts de forêt, répartis en 3 % de forêt très dense, 27 % de forêt moyennement dense, et 45 % de forêt clairsemée. Les critères sont liés à la surface de la canopée par rapport à la surface du terrain : forêt très dense si ce taux est supérieur à 70 %, dense s'il est supérieur à 40 %, clairsemée s'il est supérieur à 10 %.

## Divisions administratives

Carte des districts du Manipur.

Les sept États du Nord-Est de l'Inde.

Le Manipur est divisé en neuf districts jusqu'en 2016 :
- District de Senapati
- District de Tamenglong
- District de Churachandpur
- District de Bishnupur
- District de Thoubal
- District d'Imphal occidental
- District d'Imphal oriental
- District d'Ukhrul
- District de Chandel

Le 9 décembre 2016, le gouvernement décide de créer sept nouveaux districts, faisant passer leur nombre à seize, ce qui cause des violences, les critiques se basant principalement sur la composition ethnique des districts.
Les nouveaux districts sont, par ordre alphabétique :
- Bishnupur
- Chandel
- Churachandpur
- Imphal oriental
- Imphal occidental
- Jiribam, créé à partir de la partie occidentale du district d'Imphal occidental[9]
- Kakching, créé à partir du sud du district de Thoubal[9]
- Kamjong, créé à partir du sud du district d'Ukhrul[9]
- Kangpokpi, créé à partir du sud-ouest du district de Senapati[9]
- Noney, créé à partir du sud du district de Tamenglong[9]
- Pherzawl, créé à partir de l'ouest du district de Churachandpur[9]
- Senapati
- Tamenglong
- Tengnoupal, créé à partir du nord du district de Chandel[9]
- Thoubal
- Ukhrul

## Démographie
Selon le recensement de 2011, le Manipur compte 2 855 794 habitants, dont 58,9 % vivent en plaine, et 41,1 % dans les collines.
Les Meiteis vivent principalement en plaine et forment la plus grande part de la population. Les principales minorités ethniques habitant les collines sont les Nagas et les Kukis.

### Langues
L'anglais et le meitei sont les deux langues officielles de l'État, le meitei étant la lingua franca du Manipur.
En 2011, 53,30 % des habitants du Manipur ont déclaré avoir le meitei (désigné sous le terme manipuri lors du recensement) comme langue maternelle.
Les autres langues les plus parlées sont le mao (224 361 locuteurs et 7,86 % de la population), le thado (7,84 %), le tangkhul (6,41 %) et le kabui (3,84 %). La plupart des langues parlées au Manipur appartiennent à la famille linguistique tibéto-birmane.

Répartition des principales langues maternelles par sous-district lors du recensement de 2011

### Religions

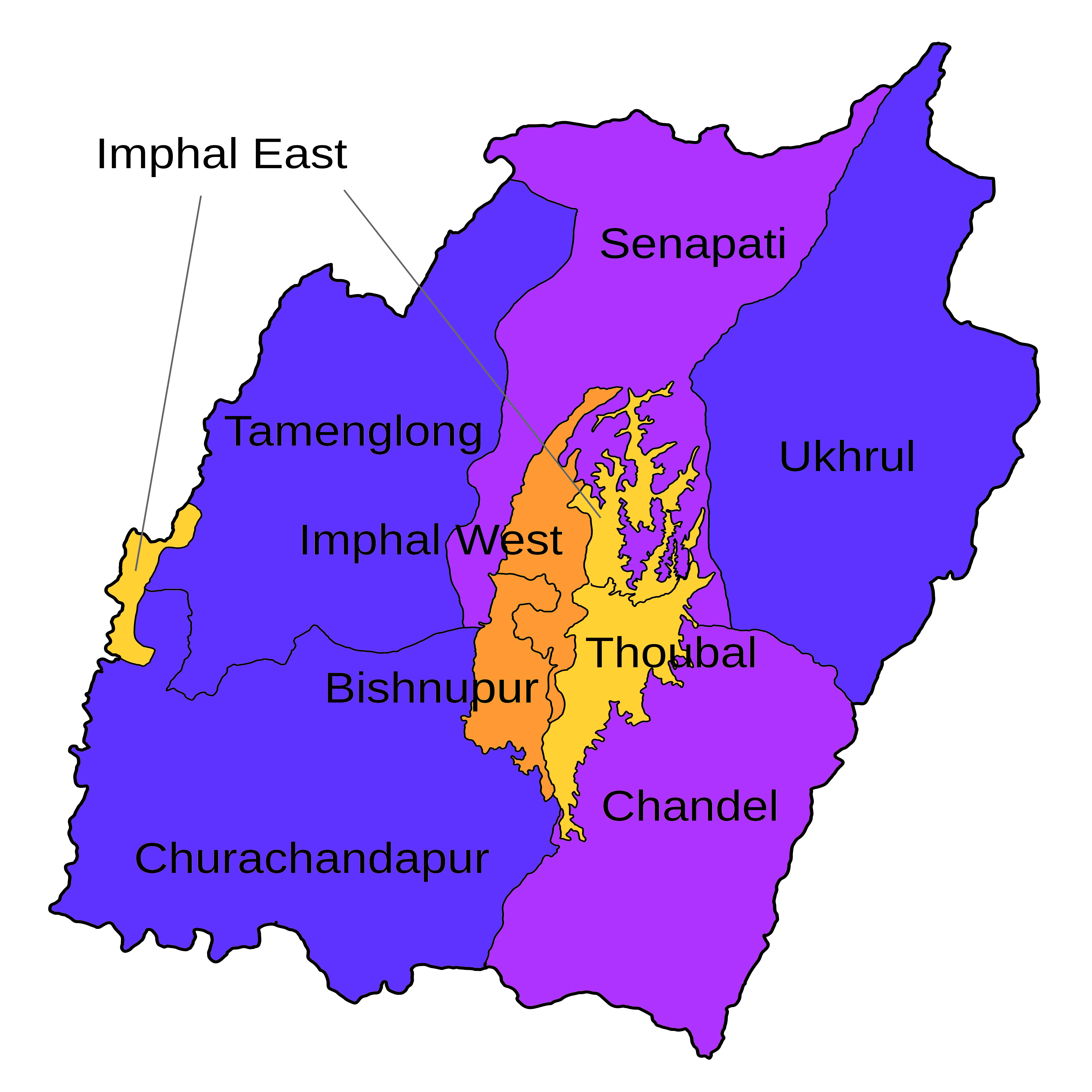
Religion majoritaire par district :
chrétiens > 90 %
90 % > chrétiens > 80 %
80 % > hindous > 70 %
70 % > hindous > 60 %

Selon le recensement de 2011, l'hindouisme et le christianisme sont les deux principales religions, toutes deux pratiquées par un peu plus de 41 % de la population. Il existe 8 % de musulmans, 8 % des pratiquants des religions traditionnelles, et d'autres minorités religieuses.

#### Hindouisme
C'est au début du XVIIIe siècle que le roi Pamheiba, appelé aussi Garib Nawaz, se convertit à l'hindouisme, et son peuple avec lui.

#### Islam
La présence musulmane au Manipur remonte au moins au XVIIe siècle, lorsque des soldats musulmans sont envoyés dans la vallée sous le règne du roi Khagemba.

#### Christianisme
Les missionnaires peinent à entrer dans cet État jusqu'au début du XXe siècle où ont lieu les premiers baptêmes, dans la confession baptiste. Les premières églises sont fondées dans les années 1910.
Le pourcentage de la population se déclarant chrétien lors des recensements est en augmentation : 19,5 % en 1961, 26 % en 1971, 29,7 % en 1981, 34,1 % en 1991 et 41,3 % en 2011,.

## Politique

### Fonctionnement
L'État est gouverné par un exécutif responsable devant le parlement monocaméral de 60 sièges, dont 19 sont réservés aux minorités ethniques et 1 aux castes.
Le Manipur est représenté au Parlement de l'Inde par un élu au Rajya Sabha et deux députés au Lok Sabha.

### Séparatisme
Depuis les années 1980, de multiples insurrections séparatistes armées agitent les États du Nord-Est de l'Inde. Le Manipur, tout comme les États voisins, est concerné par ces insurrections armées depuis 1980, voyant des affrontements entre les forces armées indiennes et des groupes armés (en).

## Économie
Le lac Loktak joue un rôle important dans l'économie du Manipur. Il sert de source d'eau pour la production d'hydroélectricité, l'irrigation et l'approvisionnement en eau potable. Le lac est aussi une source de revenus pour les pêcheurs qui vivent en milieu rural dans les régions environnantes.
La Birmanie (région de Sagaing) est accessible par l'autoroute asiatique no 1 (AH1), qui relie Imphāl à Rangoun par Mandalay, avec un poste-frontière à Moreh (Inde) et à Tamu (Birmanie).

### Tourisme
Le Manipur s'est récemment[Quand ?] ouvert au tourisme. Les étrangers, qui auparavant ne pouvaient s'y rendre qu'avec un permis valable dix jours, peuvent désormais y séjourner pour une durée indéterminée.
Les principales attractions touristiques du Manipur sont :
- le lac Loktak, célèbre pour sa beauté rustique et pour ses îles qui flottent ;
- le parc national de Keibul Lamjao, situé sur le lac Loktak et ses rives, est le seul parc national flottant au monde. Le parc est aussi connu pour être un habitat pour les oiseaux migrateurs en hiver et pour abriter un cervidé rare, le sangai ou cerf d'Eld manipuri ;
- le Shri Shri Govindaji, un grand temple vishnouïste situé à Imphal, a été bâti au XIXe siècle ; il est dédié à Govinda (Krishna) et à son amante Radha. Le temple est connu pour ses représentations de Ras Lila manipuri (danse Manipuri), une forme locale de danse classique dévotionnelle ;
- le Kangla, célèbre fort et palais d'Imphāl, qui fut la résidence des rois et le siège du pouvoir dans le royaume du Manipur ;
- le mémorial de l'Armée nationale indienne et un musée consacré à Netaji Subhash Chandra Bose et à l'Inde durant la Seconde Guerre mondiale. C'est dans ce mémorial que fut hissé le premier drapeau de l'Inde en territoire indien.

## Sports et culture
Le jeu de polo est peut-être[réf. nécessaire] originaire du Manipur, où il est connu sous le nom de Sagol Kangjei.

## Galerie

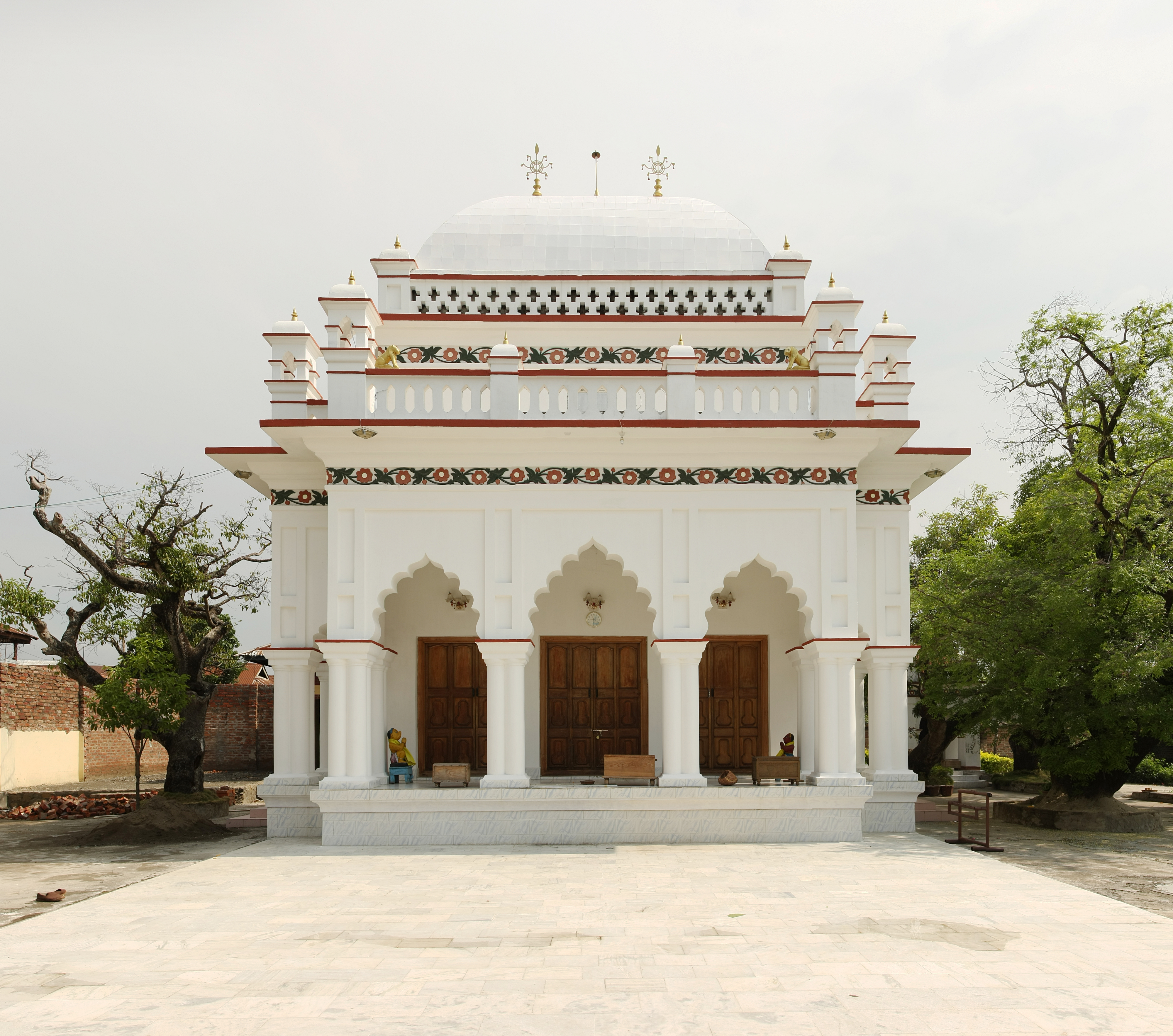
Temple de Gopinath (Krishna) dans le village de Ningthoukhong. L'Hindouisme est la religion majoritaire au Manipur.
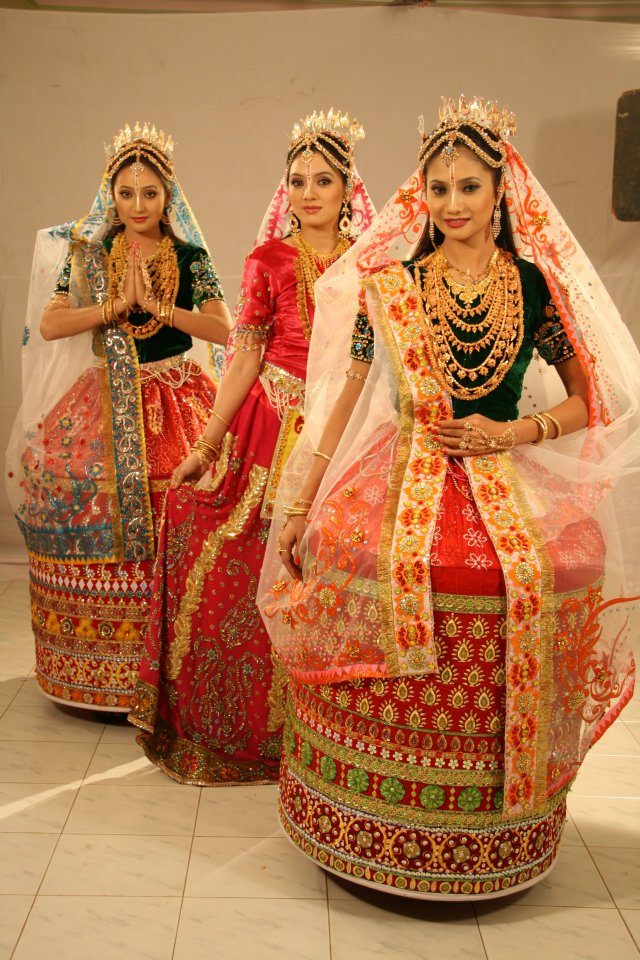
Femmes Meitei en costume traditionnel de mariage.
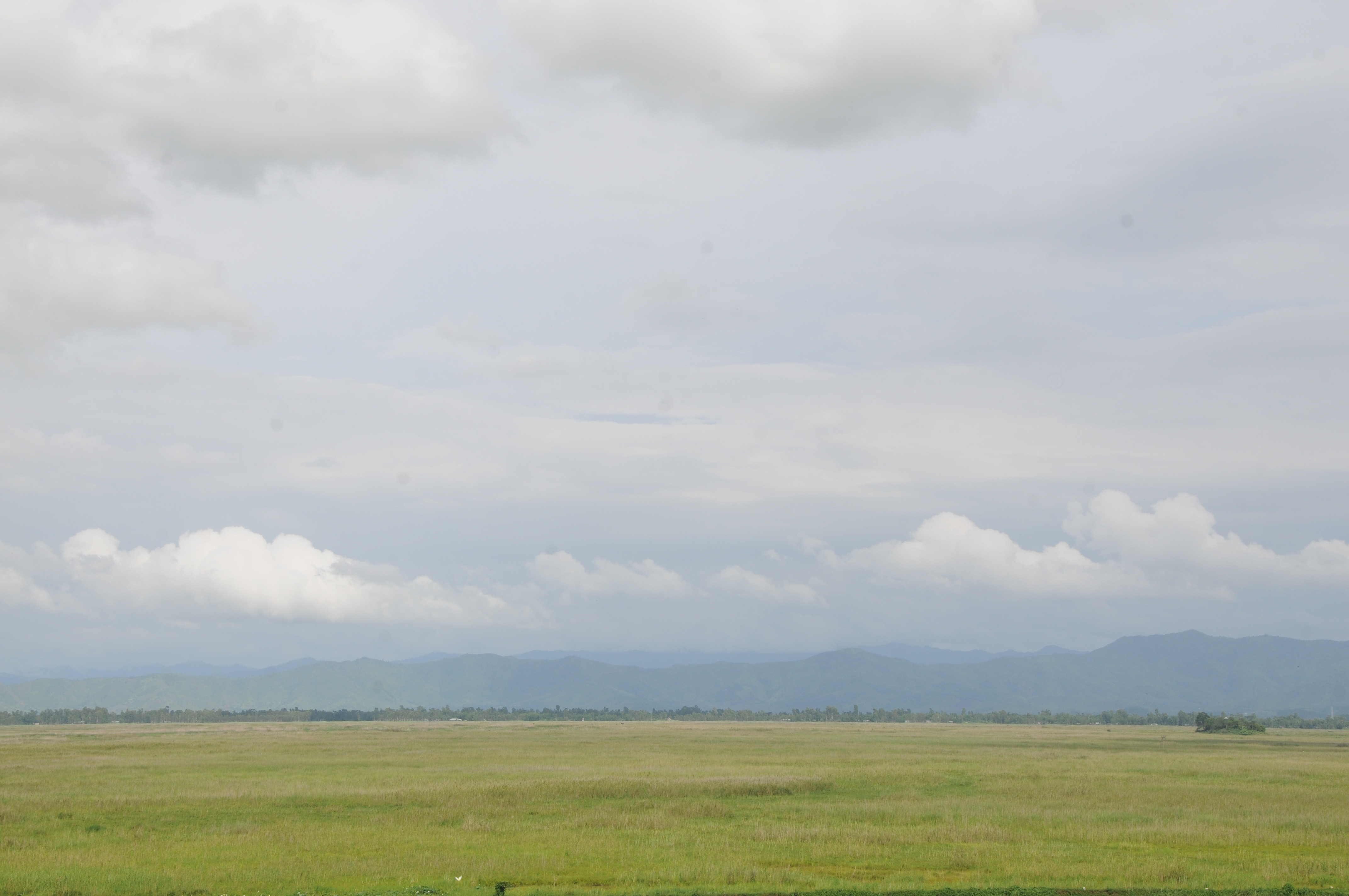
Le Manipur est géographiquement constitué d'une grande vallée centrale formée par le lac Loktak.
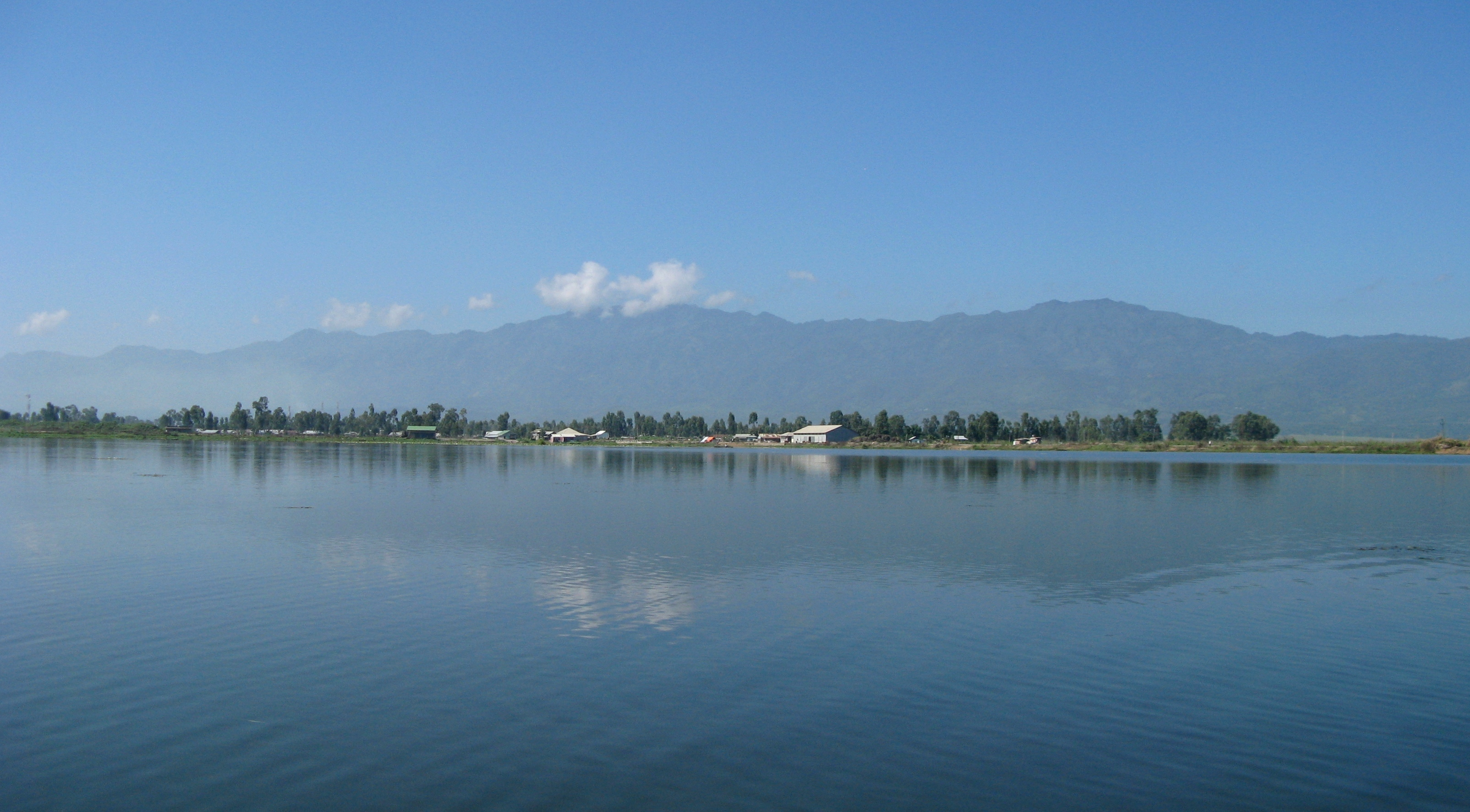
S'étendant sur 287 kilomètres carrés, le lac Loktak est le cœur de la vallée du Manipur, issu des divers cours d'eau descendant des monts l'entourant.
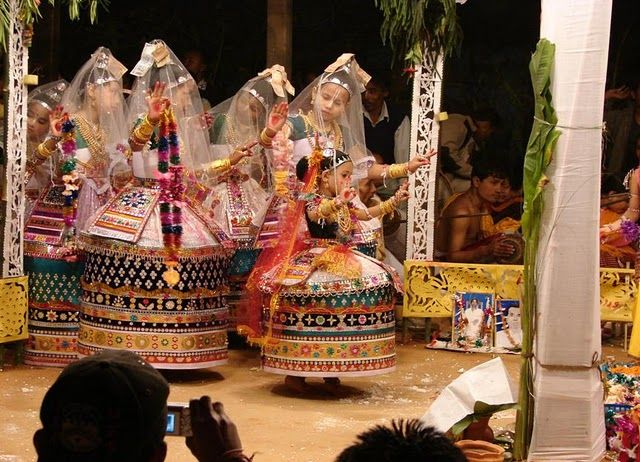
Les nuits de pleine lune (Pournima) ont une place importante au Manipur, de nombreux évènements artistiques et culturels tels que le Ras Lila ont lieu dans les temples à travers toute la vallée.
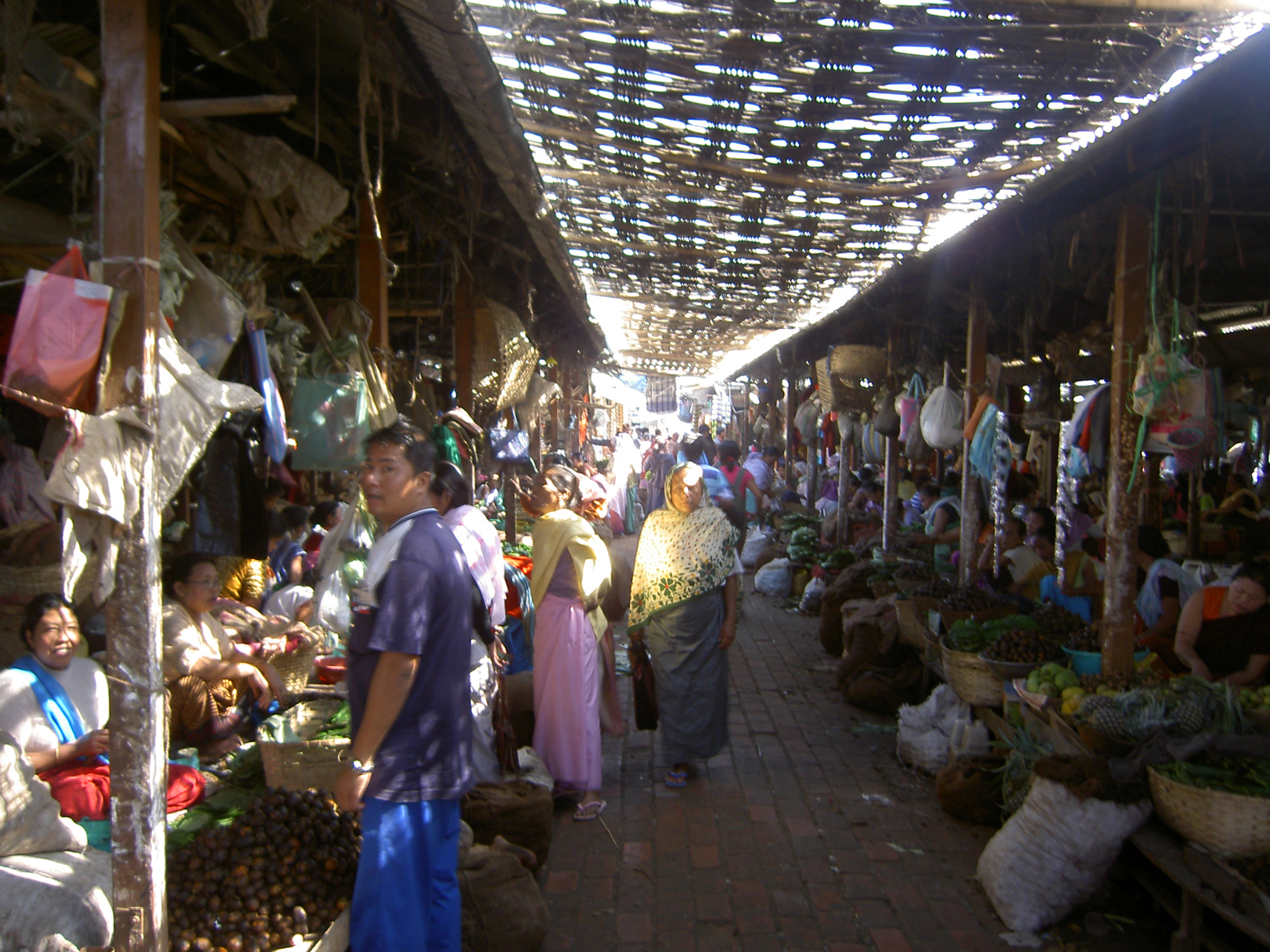
Véritable curiosité dans un pays majoritairement ancré dans le patriarcat, le Ima Market est le principal marché couvert de la capitale Imphal et est exclusivement tenu par des femmes.
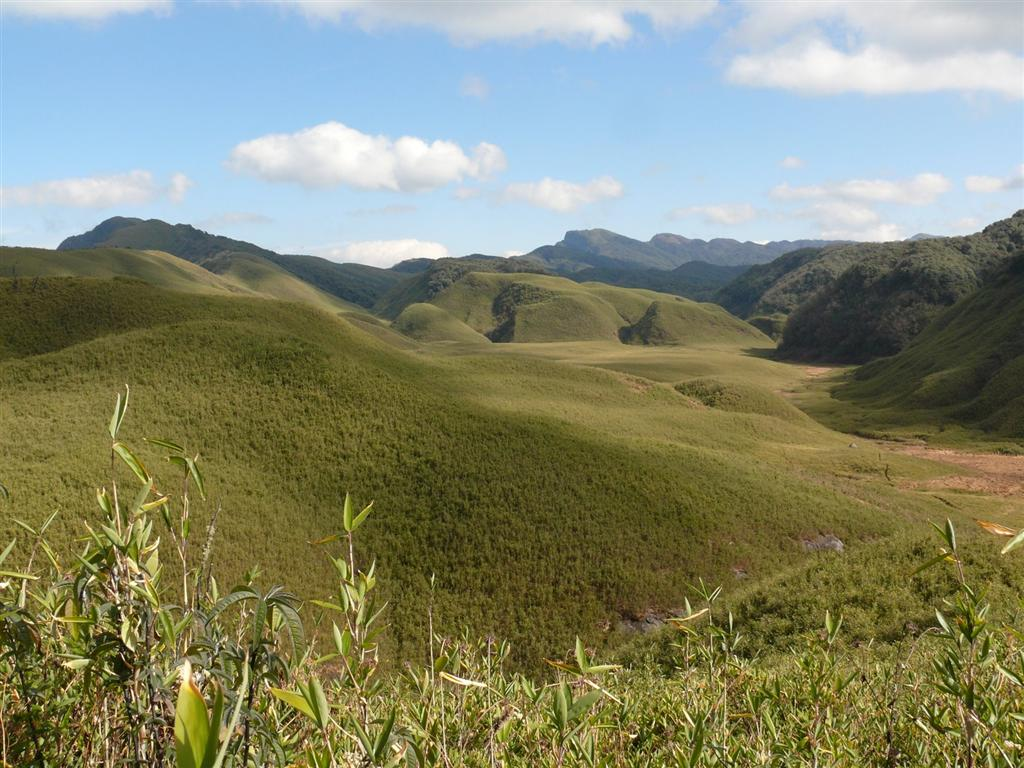
La Vallée de Dzukou, à cheval sur la frontière avec le Nagaland, est une zone de trekking très célèbre dans la région.
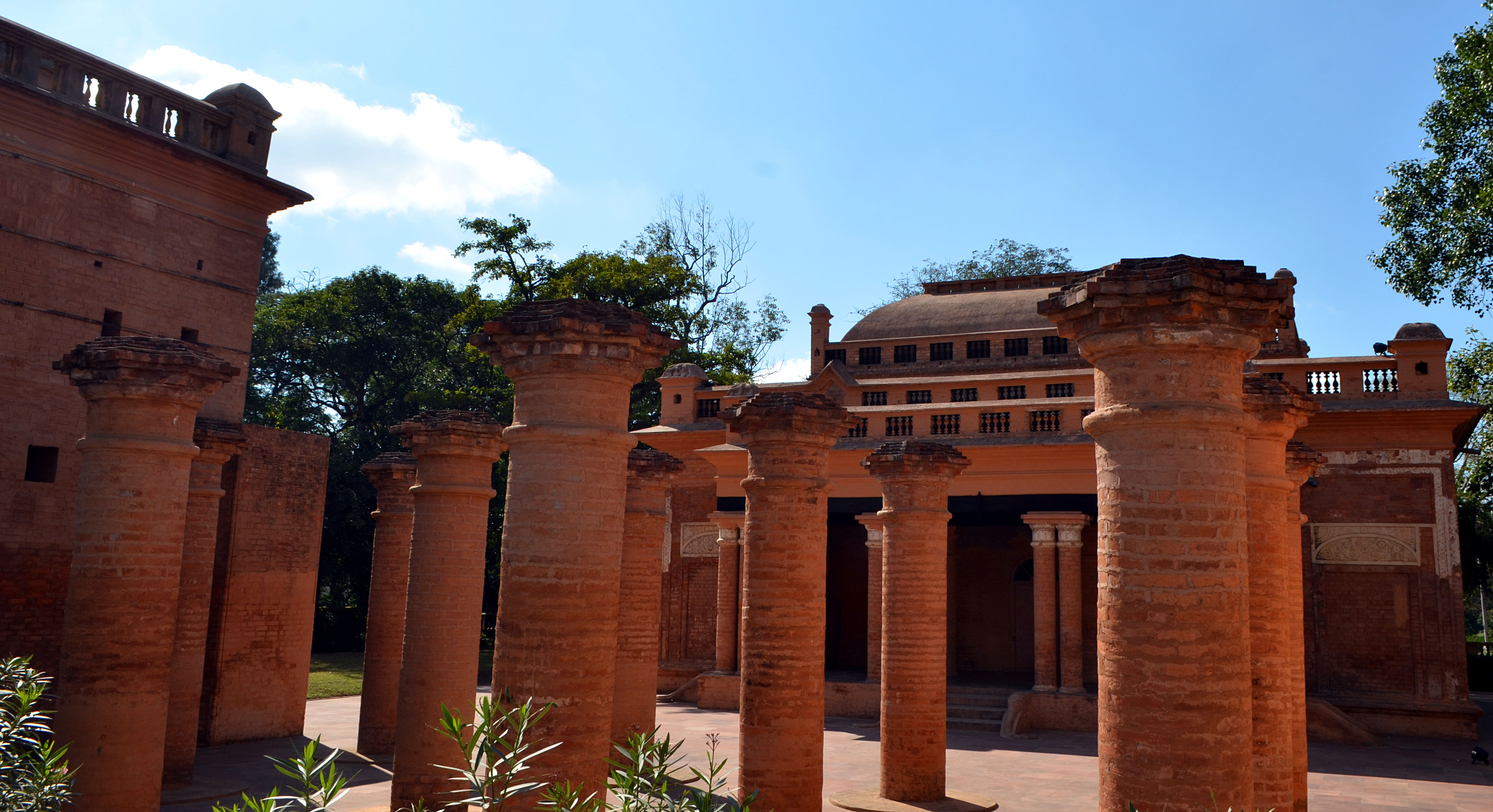
Situé au centre-ville d'Imphal, le Kangla est un complexe fortifié ayant été le centre politique du Manipur depuis des millénaires.
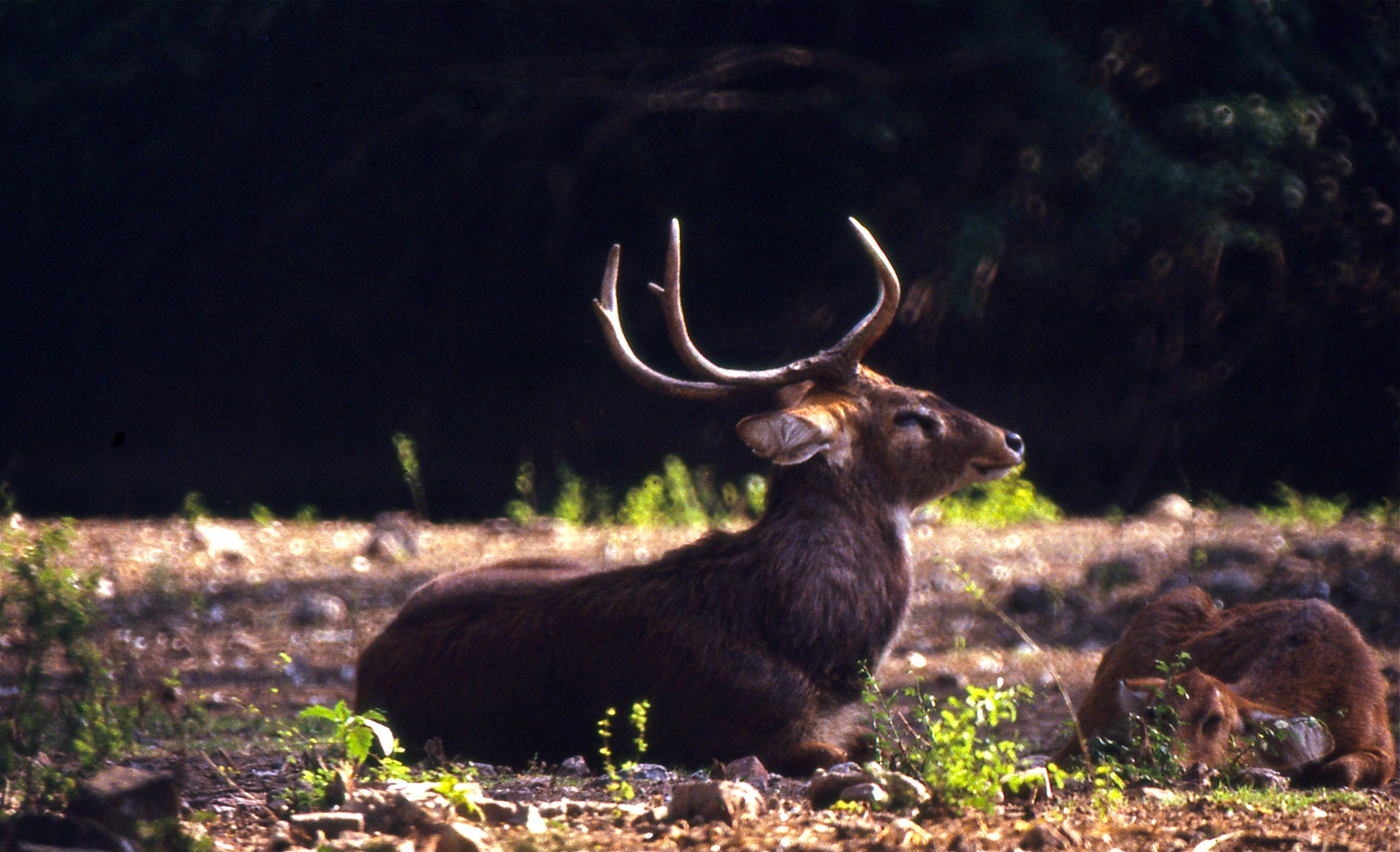
Véritable icône culturel, le Cerf d'Eld, ou Sangai, est un cervidé natif de la vallée très présent dans la littérature et les mythes manipuris.
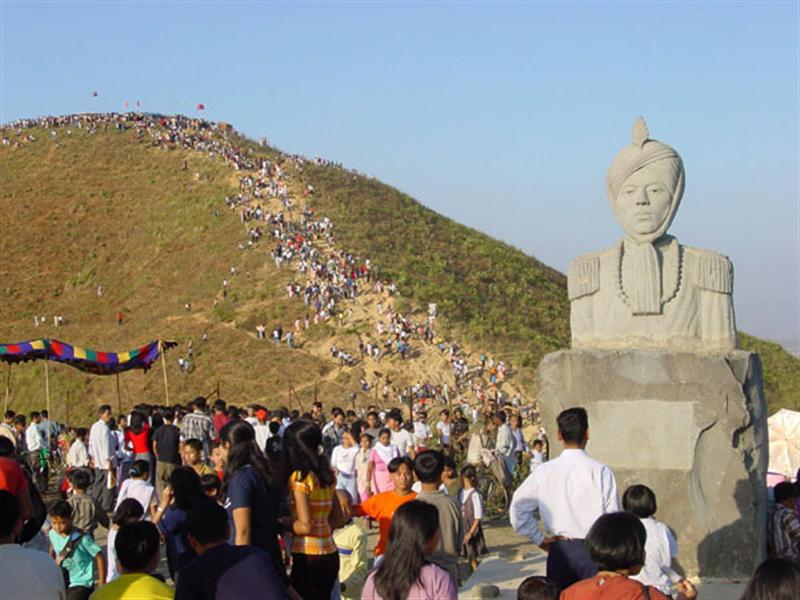
Cheiraoba est le nouvel an manipuri, il a lieu tous les ans au printemps lors de la première pleine lune du mois de Sajibu (mars/avril). La tradition veut que les gens le célébrant montent jusqu'au sommet d'une colline afin d'avoir une année prospère.
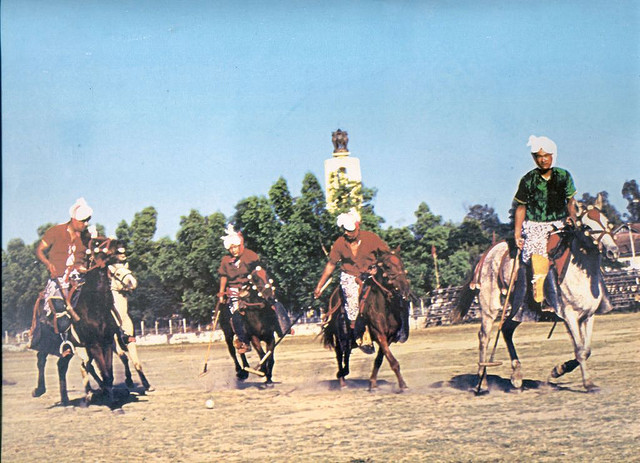
Le polo Manipuri est un sport très apprécié et pratiqué dans la vallée.
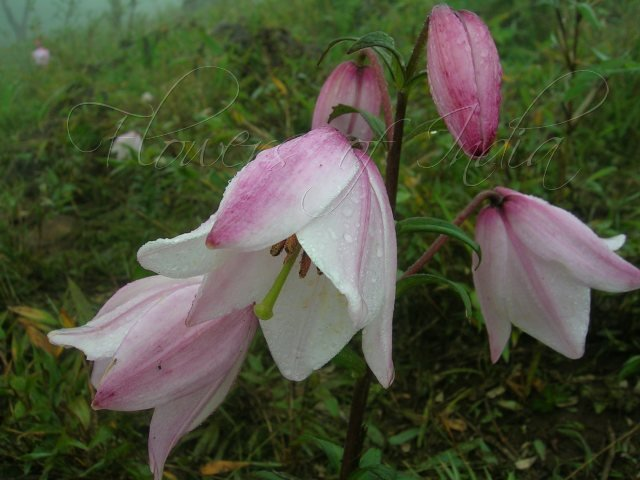
Prisé des botanistes, le lis de Siroi est endémique des montagnes du nord-est de l'État.
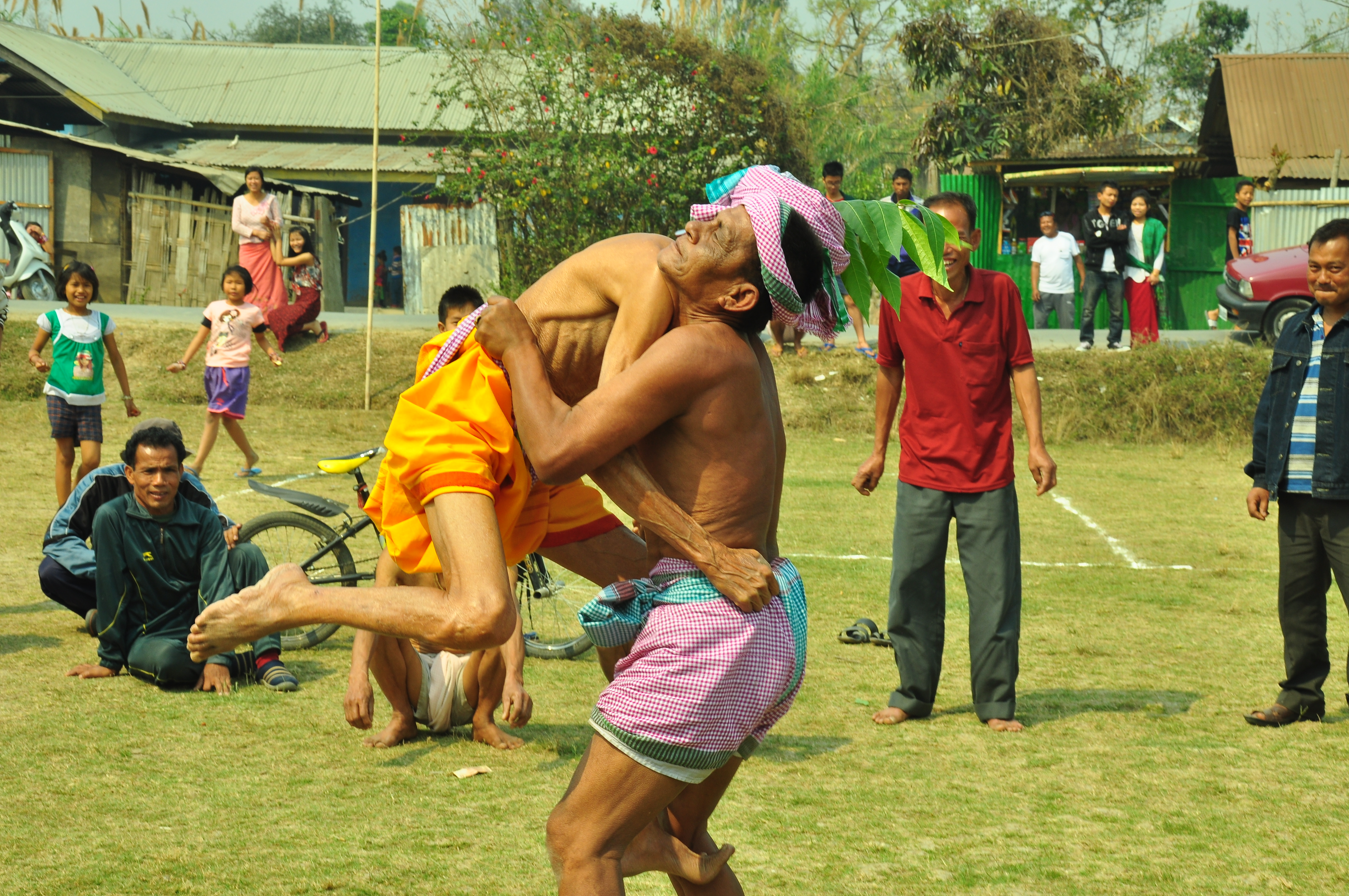
Le Mukna (en) est une forme folklorique de lutte dont des démonstrations ont lieu à diverses occasions telles que les fêtes, les foires…